# Stenknäcksastrild
Stenknäcksastrild (Poephila personata) är en fågel i familjen astrilder inom ordningen tättingar.

## Utseende
Stenknäcksastrilden är en liten brunaktig fågel med lysande gul näbb. Den är svart i ansiktet, på flankerna och på stjärten, medan övergumpen är vit. Fågeln har en lång stjärt, dock utan de förlängda fjädrarna hos långstjärtad astrild som ibland ses tillsammans med stenknäcksastrilden.

## Utbredning och systematik
Stenknäcksastrilden förekommer enbart i norra Australien. Den delas in i två underarter med följande utbredning:
- Poephila personata personata – Kimberley, Western Australia till nordvästra Queensland)
- Poephila personata leucotis – norra Queensland (Kap Yorkhalvön)

## Status
Arten har ett stort utbredningsområde och beståndet anses vara stabilt. Internationella naturvårdsunionen IUCN listar den därför som livskraftig (LC).